# Konstantín Tsiolkovski
Konstantín Eduárdovich Tsiolkovski (en ruso: Константи́н Эдуа́рдович Циолко́вский; Izhévskoye, Imperio ruso; 17 de septiembre de 1857-Kaluga, Unión Soviética; 19 de septiembre de 1935) fue un físico soviético, conocido como el "Padre de la Cosmonáutica".
Habiéndose quedado casi completamente sordo en la infancia como resultado de la escarlatina, Tsiolkovsky no recibió una educación sistemática (estudió durante cuatro años en el gimnasio Vyatka y pasó tres años en autoeducación). En 1879 aprobó el examen para el título de maestro nacional y hasta 1921 enseñó matemáticas y física en las escuelas de Bórovsk y Kaluga, al mismo tiempo tratando de interesar a la comunidad científica con sus proyectos de aviones y una aeronave totalmente metálica y, más tarde, de tecnología de cohetes. Sobre su ecuación del cohete se fundamenta toda la astronáutica.
Publicó por cuenta propia muchas obras, incluidas las dedicadas a fundamentar el cosmismo, del que era partidario.

## Biografía
Nació en Izhévskoye, en la provincia de Riazán, al sur de Moscú. Su padre, Makary Edward Erazm Ciołkowski fue un guardabosques polaco de fe católica que emigró a Rusia, mientras que su madre era de origen tártaro. Era un descendiente lejano de la familia noble polaca de Jastrzębiec. Tsiolkovsky se educó por cuenta propia en las bibliotecas de Moscú y en los libros de su padre, pues no podía frecuentar la escuela. A los diez años, una fiebre resultó en una pérdida de audición. El problema lo motivó a superarse y probar que podría ser tan bueno como las personas sin discapacidad.
Publicó más de 500 trabajos sobre los viajes espaciales y temas relacionados, incluyendo el primer proyecto conocido de un ascensor espacial.

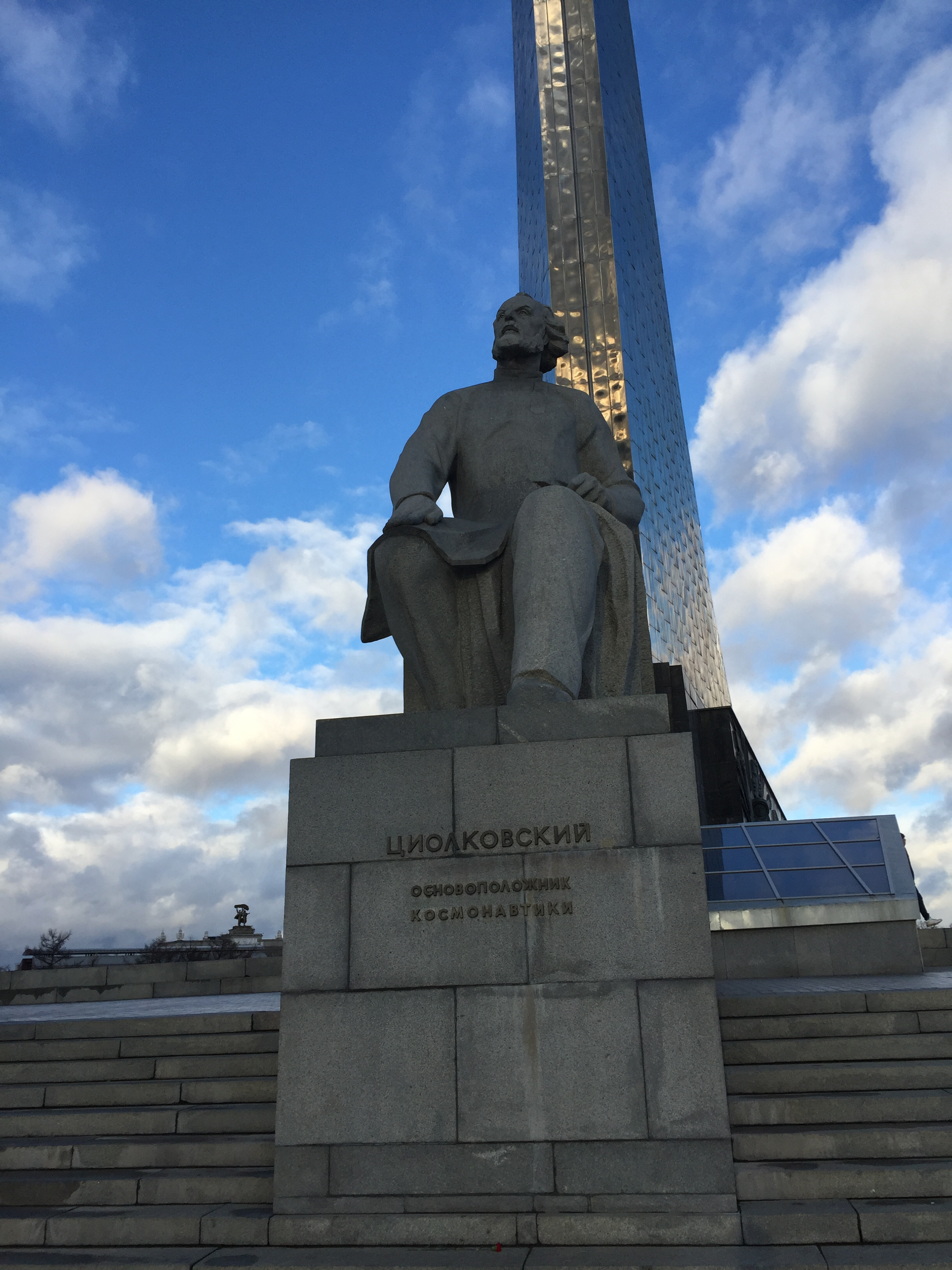
Estatua de Konstantín Tsiolkovsky junto al Monumento a los Conquistadores del Espacio en Moscú.

Sus cuadernos están llenos de bosquejos de cohetes de propulsión líquida, diseños detallados con las paletas del manejo en el plume del extractor para el control direccional, cabinas presurizadas dobles para proteger contra los meteoritos, detallados diseños de cámaras de combustión, giroscopios para el control de actitud, asientos de descanso para proteger contra la gran aceleración durante el despegue y bolsas de aire G para salir de la nave espacial en el vacío del espacio.
El trabajo básico de Tsiolkovsky después de 1884 se conectaba a cuatro grandes problemas: por la justificación científica de un globo metálico (dirigible), del aeroplano aerodinámico, del tren que se desliza por el aire, y de los medios para viajes interplanetarios. Después de haber conocido a Nikolái Zhukovski, estudiante de Stolétov, Tsiolkovsky empezó a ocuparse en la mecánica del vuelo controlado, y como resultado diseñaron la aeronave. Al principio, Tsiolkovsky propuso la idea de la aeronave cubierta completamente de metal (dirigible), y construyó su modelo de trabajo, creó los mandos de vuelo automático del dirigible y circuitos para el control de su elevación. En 1897 creó el primer túnel de viento ruso, e incluyó el proceso experimental.
En el período de 1892-1935 vivió y trabajó en Kaluga. La razón de su traslado a Kaluga fue el resultado de una promoción de maestro. Él vivió con su familia en la casa que ahora es una parte del complejo del museo a partir del año 1904 hasta su muerte en 1935. Fue aquí en Kaluga que se hizo un científico reconocido, y donde escribió y publicó sus teorías de vuelo espacial y de recorridos interplanetarios. En Kaluga escribió Filosofía cósmica, soñando sobre el futuro distante de la humanidad, incluyendo la conquista eventual del espacio y de nuestro sistema solar: «La Tierra es la cuna de la humanidad, pero no se puede vivir en una cuna para siempre». También fue un decidido defensor de la posible existencia de vida en otros planetas, respecto a la que acuñó la famosa frase «la ausencia de evidencia no es evidencia de ausencia».
En 1902, el físico-matemático ruso diseñó una nave a retropropulsión para viajes interplanetarios. En 1919 lo designaron miembro de la Academia Socialista de Ciencias Sociales.
Sus ideas hicieron posible que el ser humano pusiera en órbita el primer satélite artificial y que poco después volara por primera vez al espacio, cuando Yuri Gagarin fue puesto en órbita alrededor de nuestro planeta en un cohete construido según los principios establecidos por Tsiolkovsky.

## Eponimia
- El cráter lunar Tsiolkovsky lleva este nombre en su memoria.[9]
- El asteroide (1590) Tsiolkovskaja también conmemora su nombre.[10]